# Панков, Геннадий Петрович
Геннадий Петрович Панков (24 августа 1904 года, дер. Казанская, Каинский уезд, Томская губерния — 26 октября 1961 года, Москва) — советский военный деятель, полковник (1939 год).

## Начальная биография
Геннадий Петрович Панков родился 24 августа 1904 года в деревне Казанская Каинского уезда Томской губернии.
Работал помощником заведующего складом № 1 в губернском топливном управлении и на лесозаводе № 1 в Новониколаевске.

## Военная служба

### Довоенное время
В августе 1922 года призван в ряды РККА и направлен на учёбу на 10-е Кунгурские инженерные курсы, после расформирования которых был переведён на 3-и Кронштадтские пехотные командные курсы, по окончании которых в октябре 1923 года направлен в отдельный учебный спортивный батальон при курсах «Выстрел».
В ноябре 1924 года назначен на должность командира взвода полковой школы в составе 62-го стрелкового полка (21-я стрелковая дивизия, Сибирский военный округ). 25 сентября 1925 года направлен на учёбу на Сибирские повторные курсы комсостава РККА в Иркутске, после окончания которых 15 августа 1926 года вернулся в полк, где служил на должностях помощника командира роты, помощника начальника и начальника полковой школы, а с октября 1928 года — на должностях командира курса и командира роты в составе Иркутских курсов подготовки командиров пехоты.
В марте 1933 года Панков служил начальником штаба и исполняющим должность командира отдельного стрелково-пулемётного батальона в составе 6-й механизированной бригады (ОКДВА), в сентябре — на должность начальника 5-го (строевого) отдела этой же бригады, а в сентябре 1934 года — на должность помощника начальника 2-го отдела (боевой подготовки) штаба ОКДВА.
В мае 1936 года направлен на учёбу в Военную академию имени М. В. Фрунзе, после окончания которой в мае 1939 года назначен на должность начальника 2-го отдела Управления боевой подготовки Красной армии, в начале декабря — на должность начальника штаба 56-й стрелковой дивизии, а 18 декабря того же года — на должность командира этой же дивизии, которая в составе 8-й армии принимал участие в боевых действиях в ходе советско-финской войны.
18 марта 1940 года вновь был назначен на должность начальника 2-го отдела Управления боевой подготовки Красной армии, в августе — на должность заместителя начальника, а в апреле 1941 года — на должность начальника 3-го отдела этого же управления.

### Великая Отечественная война
10 июля 1941 года полковник Панков назначен на должность командира 284-й стрелковой дивизии, формировавшейся в г. Ромны, а с 11 августа принимавшей участие в боевых действиях в ходе Киевской оборонительной операции и обороны непосредственно Киева в районе Голосеевского леса и предместья Сталинка. В сентябре дивизия попала в окружение, из которого в период с 29 сентября по 9 октября 1941 полковник Г. П. Панков выходил в направлении на Ворожба, Сумы, после чего находился в распоряжении Военного совета Юго-Западного фронта на проверке.
В декабре направлен в Южно-Уральский военный округ, где 14 января 1942 года назначен на должность начальника отдела боевой подготовки штаба этого же округа, а в марте — на должность командира 274-й стрелковой дивизии, формировавшейся в пос. Давлеканово (Башкирская АССР), однако уже в апреле формирование было прекращено, а полковник Панков направлен в распоряжение Главного управления кадров НКО.
16 мая 1942 года назначен на должность командира 233-й стрелковой дивизии, формировавшейся в Кирове, в июне передислоцированного в Наро-Фоминск (Московская зона обороны), а в августе — в район Сталинграда, где была включена в состав 24-й армии (Сталинградский фронт), после чего принимала участие в боевых действиях в ходе Сталинградской битвы. 20 сентября полковник Г. П. Панков отстранён от занимаемой должности и вскоре назначен на должность командира 1073-го стрелкового полка (316-я стрелковая дивизия), который вёл тяжёлые боевые действия севернее Сталинграда.
В ноябре зачислен в резерв 24-й армии с прикомандированием к оперативному отделу и в декабре назначен на должность заместителя командира 260-й стрелковой дивизии, ведшей боевые действия в районе Котлубань, разъезд 564, а с 18 января 1943 года наступала по направлению на завод «Баррикады». В марте дивизия была передислоцирована в район Тулы, после чего принимала участие в ходе Орловской и Брянской наступательных операций. 19 сентября полковник Панков назначен командиром этой же дивизии, однако уже 3 ноября снят с занимаемой должности.
21 января 1944 года назначен на должность начальника 1-го отделения и заместителя начальника Уставного отдела Красной Армии, который в марте был включён в состав Управления по использованию опыта войны Генштаба Красной Армии.
В июле 1944 года Панков направлен в распоряжение 3-го Белорусского фронта и в октябре назначен на должность старшего помощника начальника оперативного отдела Оперативного управления штаба этого же фронта, а в декабре того же года — на должность инспектора Инспекции пехоты Красной Армии.

### Послевоенная карьера
После окончания войны находился на прежней должности.
В июне 1946 года назначен на должность инспектора Инспекции стрелковых войск Главной инспекции Сухопутных войск ВС СССР, в марте 1953 года — на должность старшего инспектора Инспекции стрелковых войск Главной инспекции Министерства обороны СССР.
Полковник Геннадий Петрович Панков в мае 1957 года вышел в запас. Умер 26 октября 1961 года в Москве.

## Награды
- Орден Ленина (06.11.1947);
- Три ордена Красного Знамени (19.05.1940, 03.11.1944, 20.04.1953);
- Орден Красной Звезды (31.03.1943);
- Медали;
- Иностранная медаль;
- Наградное оружие (револьвер системы Браунинг; 1931).